# ニコラス・ミッケルソン
ニコラス・ミッケルソン（Nicholas Mickelson、นิโคลัส มิคเกลสัน、1999年7月24日 - ）は、タイ代表のプロサッカー選手で、2. ブンデスリーガのSVエルフェアスベルク所属にサイドバックでディフェンダー（DF）位置である。

## 経歴

### クラブ
父がノルウェー人と、母がタイのピッサヌローク県出身だった。ノルウェーに生まれて、シーエン出身である。ユース時にハマルカメラテネ下部組織で育った。シニアになったでクラブの主力選手になって、2018年にストレームスゴトセトに移籍、そしてデンマークのオーデンセBK所属に海外挑戦へ続けた。5年のオーデンセには全選手権以上100試合を出場された。2025年の7月にドイツのSVエルフェアスベルクに移籍された。

## 代表歴
ミッケルソンはワラウート・スリマカ監督のU-23代表としてが2022年 U23アジアカップに出場した。あのトーアナメントがミッケルソンの一つしかU23ステージに出場されなかった。
A代表としてはアレシャンドレ・ペルキング監督から2023年3月にシリア代表やUAE代表と対戦の国際試合のメンバーとして代表初選んで、シリア代表と対戦としてにスタメンを選んだ。2023年9月に第49回キングスカップのイラク代表戦では初ゴール決めた。2024年1月に石井正忠監督のAFCアジアカップ2023対戦メンバーを選ばれた。 全大会にミッケルソンは3試合でスタメンを選ばれた。

## タイトル

### クラブ
オーデンセBK
- デンマーク・ファーストディビジョン：1回（2024–25）

### 代表
タイ代表
- キングスカップ：1回 (2024)

### 個人
- ASEANチャンピオンシップ ベストイレブン：1回（2024）